# Dwergbultkopje
Het dwergbultkopje (Glyphesis cottonae) is een spinnensoort in de taxonomische indeling van de hangmatspinnen (Linyphiidae).
Het dier behoort tot het geslacht Glyphesis. De wetenschappelijke naam van de soort werd voor het eerst geldig gepubliceerd in 1946 door La Touche.